# Вельовесь (Кротошинський повіт)
Вельовесь (пол. Wielowieś, нім. Wiele) — село в Польщі, у гміні Кротошин Кротошинського повіту Великопольського воєводства.
Населення — 440 осіб (2011).
У 1975-1998 роках село належало до Каліського воєводства.

## Демографія
Демографічна структура станом на 31 березня 2011 року:
|          | Загалом | Допрацездатний вік | Працездатний вік | Постпрацездатний вік |
| -------- | ------- | ------------------ | ---------------- | -------------------- |
| Чоловіки | 214     | 53                 | 140              | 21                   |
| Жінки    | 226     | 44                 | 136              | 46                   |
| Разом    | 440     | 97                 | 276              | 67                   |